# Reichenbach (Türingia)
Reichenbach település Németországban, azon belül Türingiában. Lakosainak száma 850 fő (2023. december 31.). Reichenbach Hermsdorf, Schleifreisen és St. Gangloff községekkel határos.

## Népesség
A település népességének változása:
| Lakosok száma | 896  | 900  | 876  | 849  | 850  |
|               | 2017 | 2019 | 2021 | 2022 | 2023 |